# Dicranomyia tyrranica
Dicranomyia tyrranica är en tvåvingeart som först beskrevs av Alexander 1964.  Dicranomyia tyrranica ingår i släktet Dicranomyia och familjen småharkrankar. Inga underarter finns listade i Catalogue of Life.